# Герослав Зарић
Герослав Зарић (Трстеник, 9. мај 1951) је српски сценограф, графичар и универзитетски професор.

## Биографија
Дипломирао је на одсеку сценографије Академије примењених уметности у Београду 1976. године.
Током каријере реализовао је око 200 сценографија. Радио је сценографије за позориште и телевизију.
Он је редовни професор факултета примењених уметности у Београду.
Бави се и сликарством и сценским дизајном. Један од оснивача група Акт и Нова осећајност.
Члан је УЛУПУДУС-а од 1976, у статусу самосталног уметника. Звање истакнутог уметника додељено му је 1996. године.
Реализовао је сценографска решења на фестивалима БЕЛЕФ, Будва град театар, Охрдиско лето.
Као дизајнер и графичар учествовао је на изложбама у земљи и иностранству: на Мајском салону, Октобарском салону, Прашком квадријеналу и другим.
Аутор је дипломе на пергаменту која се додељује уз Добричин прстен.

## Награде
Добио је око педесет награда, међу којима и седам Стеријиних награда.
- Статуета Јоаким Вујић[2][3]
- Стеријина награда за нарочите заслуге на унапређењу позоришне уметности и културе[4]

## Театрографија
- Ја, Раде Томов, 06.12.1979, Београд, Југословенско драмско позориште[5]
- ЛОВ НА ДИВЉЕ ПАТКЕ, 18.03.1980, Београд, Атеље 212
- Туђе дете, 28.03.1980, Сомбор, Народно позориште у Сомбору
- Пигмалион, 08.11.1980, Крагујевац, Књажевско-српски театар
- Немушти језик, 22.10.1981, Београд, Позориште „Бошко Буха” Београд
- БЕРТИНО БЛАГО, 12.02.1982, Београд, Београдско драмско позориште
- ЦЕНТРИФУГАЛНИ ИГРАЧ, 16.05.1982, Београд, Београдско драмско позориште
- Хобит, 11.11.1982, Београд, Позориште 'Бошко Буха'
- Серенада, 05.03.1983, Београд, Позориште 'Бошко Буха'
- Како воли друга страна, 30.05.1983, Београд, Звездара театар
- Зли дуси, 06.03.1984, Београд, Југословенско драмско позориште
- Ратнички растанак, 04.11.1984, Београд, Звездара театар
- Касица прасица, 15.05.1985, Београд, Позориште на Теразијама
- Муке по Живојину, 26.11.1985, Београд, Југословенско драмско позориште
- Арсеник и старе чипке, 17.01.1986, Београд, Позориште на Теразијама
- Свети Георгије убива аждаху, 16.09.1986, Нови Сад, Српско народно позориште
- Срећна нова сестра, 21.12.1986, Београд, Позориште 'Бошко Буха'
- ТОТОВИ, 29.12.1986, Београд, Атеље 212
- Клаустрофобична комедија, 26.12.1987, Нови Сад, Српско народно позориште
- БЕСНИЛО, 27.02.1988, Београд, Београдско драмско позориште
- КАРЛОС ИИ ОМАЂИЈАНИ, 21.10.1988, Београд, Београдско драмско позориште
- Пех под кровом, 23.05.1989, Београд, Позориште „Душко Радовић” Београд
- Живот у позоришту, 02.06.1989, Београд, Југословенско драмско позориште
- Пролетерска фарса, 24.11.1989, Београд, Мало позориште 'Душко Радовић'
- Професионалац, 09.02.1990, Шабац, Шабачко позориште
- Мали Радојица и Краљевић Марко, 17.03.1990, Београд, Позориште 'Бошко Буха'
- Кус петлић, 25.03.1990, Београд, Звездара театар
- Ноћна фрајла, 20.06.1990, Београд, Народно позориште у Београду
- Навала, 17.07.1990, Београд, Звездара театар
- Голубњача, 15.11.1990, Крагујевац, Књажевско-српски театар
- Успавана лепотица, 16.11.1990, Београд, Позориште 'Бошко Буха'
- Бановић Страхиња, 26.01.1991, Нови Сад, Српско народно позориште
- Народни посланик, 03.03.1991, Приштина, Народно позориште - Српска драма
- Урнебесна трагедија, 11.04.1991, Шабац, Шабачко позориште
- Стаклена менажерија, 16.09.1991, Нови Сад, Српско народно позориште
- Лажа и паралажа, 12.10.1991, Нови Сад, Српско народно позориште
- Наполеон I, 22.11.1991, Београд, Народно позориште
- Виктор, 25.12.1991, Ниш, Народно позориште у Нишу
- Виктор или Деца на власти, 25.12.1991, Ниш, Народно позориште
- Ђенерал Милан Недић, 12.04.1992, Београд, Звездара театар
- Провинцијске анегдоте, 25.04.1992, Шабац, Шабачко позориште
- Чудо у Шаргану, 26.09.1992, Нови Сад, Српско народно позориште
- Гробљанска, 24.11.1992, Београд, Звездара театар
- Кир Јања, 25.12.1992, Београд, Народно позориште
- ОТАЦ, 20.02.1993, Београд, Атеље 212
- Коштана, 17.04.1993, Ниш, Народно позориште
- Тамна је ноћ, 23.06.1993, Београд, Култ театар
- Лажни цар Шћепан мали, 24.07.1993, Београд, Југословенско драмско позориште
- Арсеник и старе чипке, 26.09.1993, Нови Сад, Српско народно позориште
- ЛАЖА И ПАРАЛАЖА, 18.12.1993, Београд, Атеље 212
- Српска драма, 05.03.1994, Београд, Звездара театар
- Лукреција илити Ждеро, 05.06.1994, Београд, Позориште на Теразијама
- Tроил и Кресида, 05.08.1994, Београд, Југословенско драмско позориште
- Мачор у чизмама, 17.10.1994, Београд, Позориште 'Бошко Буха'
- Карађорђе, 13.01.1995, Ниш, Народно позориште
- Ромео и Јулија, 03.02.1995, Београд, Позориште 'Бошко Буха'
- Царев заточник, 15.05.1995, Београд, Позориште 'Бошко Буха'
- Башта сљезове боје, 18.05.1995, Београд, Мало позориште 'Душко Радовић'
- Будибогснама, 18.05.1995, Београд, Култ театар
- Бриљантин, 16.06.1995, Београд, Позориште на Теразијама
- Балканска рапсодија, 01.10.1995, Београд, Битеф театар
- Дервиш и смрт, 22.12.1995, Крушевац, Крушевачко позориште
- Путовање господина Перишона, 19.02.1996, Крушевац, Крушевачко позориште
- Мир, 29.02.1996, Београд, Позориште на Теразијама
- Кнез Михаило, 05.03.1996, Београд, Југословенско драмско позориште
- Виловњак од западних страна, 18.03.1996, Сомбор, Народно позориште
- Пољубац жене паука, 18.04.1996, Београд, Звездара театар
- Декамерон - дан раније, 17.07.1996, Сомбор, Народно позориште
- ТУРНЕЈА, 25.10.1996, Београд, Атеље 212
- Дон Жуан, 14.02.1997, Крушевац, Крушевачко позориште
- СУПАРНИЦИ, 11.10.1997, Београд, Београдско драмско позориште
- Снежна краљица, 06.11.1997, Београд, Позориште 'Бошко Буха'
- Једини на свету, 20.12.1997, Београд, Позориште 'Бошко Буха'
- Покондирена тиква, 18.01.1998, Београд, Народно позориште
- Парабелум, 18.02.1998, Београд, Звездара театар
- Тајна плавог зеца, 08.03.1998, Београд, Позориште 'Бошко Буха'
- Оливер Твист, 14.05.1998, Београд, Позориште 'Бошко Буха'
- У цара Тројана козје уши, 08.02.1999, Београд, Позориште 'Бошко Буха'
- Само ви ајте, а ми ћемо гракат и арлаукат, 10.10.1999, Београд, Београдско драмско позориште
- Три мускетара, 06.11.1999, Београд, Позориште 'Бошко Буха'
- Велики дан, 17.12.1999, Београд, Београдско драмско позориште
- Максим Црнојевић, 25.04.2000, Београд, Народно позориште
- Парадокс, 09.03.2001, Београд, Позориште на Теразијама
- Шаргор, 09.04.2001, Београд, Позориште 'Бошко Буха'
- Иванов, 16.08.2001, Београд, Град театар - Тхеатре цитy
- Милева Ајнштајн,30.10.2001, Београд, Народно позориште
- Анђела, 30.11.2001, Београд, Звездара театар
- Бриљантин, 07.12.2001, Београд, Позориште на Теразијама
- Укроћена горопад, 05.02.2002, Ниш, Народно позориште
- Велика драма, 22.02.2002, Београд, Народно позориште
- Лепотица и звер, 20.10.2002, Београд, Позориште 'Бошко Буха'
- Пољуби ме, Кејт, 23.12.2002, Београд, Позориште на Теразијама
- Мајерлинг, 05.04.2003, Нови Сад, Српско народно позориште
- Фредерик или булевар злочина, 17.04.2003, Београд, Београдско драмско позориште
- СТРАХ И ЊЕГОВ СЛУГА, 06.08.2003, Београд, Атеље 212
- Дервиш и смрт, 03.10.2003, Крушевац, Крушевачко позориште
- Пинокио, 03.11.2003, Београд, Позориште 'Бошко Буха'
- Сан летње ноћи, 10.12.2003, Нови Сад, Српско народно позориште
- Сабирни центар, 29.12.2003, Београд, Народно позориште
- Вилла Сацхино, 03.04.2004, Београд, Београдско драмско позориште
- Је ли било кнежеве вечере?, 04.04.2004, Ниш, Народно позориште
- Цигани лете у небо, 17.04.2004, Београд, Позориште на Теразијама
- Тужна комедија, 05.11.2004, Нови Сад, Српско народно позориште
- Тре сорелле, 06.11.2004, Београд, Звездара театар
- Снежана и седам патуљака21.02.2005, Београд, Позориште 'Бошко Буха'
- Тесла, 28.05.2005, Београд, Опера анд Тхеатре Мадленианум
- Укроћена горопад, 21.01.2006, Београд, Позориште 'Бошко Буха'
- Београд некад и сад, 11.03.2006, Нови Сад, Позориште младих
- Два витеза из Вероне, 17.03.2006, Београд, Позориште 'Бошко Буха'
- Отело, 09.05.2006, Београд, Позориште 'Бошко Буха'
- Богојављенска ноћ,25.05.2006, Београд, Позориште 'Бошко Буха'
- Трансилванија, 17.06.2006, Београд, Београдско драмско позориште
- Је ли било кнежеве вечере, 25.06.2006, Бања Лука, Народно позориште Републике Српске
- Веселе жене винџорске,29.03.2007, Београд, Народно позориште
- Лака коњица, 05.05.2007, Београд, Београдско драмско позориште
- Ненаграђени љубавни труд, 11.07.2007, Београд, Битеф театар
- Амселфелд, 20.09.2007, Београд, Битеф театар
- Јадници, 18.10.2007, Београд, Опера анд Тхеатре Мадленианум
- Цар Едип, 20.10.2007, Београд, Народно позориште
- Је ли било кнежеве вечере?, 08.10.2008, Нови Сад, Српско народно позориште
- Дама с камелијама, 14.03.2009, Нови Сад, Српско народно позориште
- Лепотица Линејна, 20.03.2009, Нови Сад, Српско народно позориште
- Бриљантин, 18.04.2009, Београд, Позориште на Теразијама
- Укроћена горопад, 25.06.2009, Београд, Народно позориште
- Сумњиво лице, 10.10.2009, Београд, Звездара театар
- Петар Пан, 11.04.2010, Београд, Позориште 'Бошко Буха'
- Харолд и Мод, 06.06.2010, Београд, Београдско драмско позориште
- Jавна личност, 02.02.2011, Београд, Звездара театар
- Заљубљен у три наранџе, 06.04.2011, Београд, Народно позориште
- Кармен, 24.03.2012, Београд, Народно позориште
- Царев заточник, 11.11.2012, Београд, Позориште 'Бошко Буха'
- Ребека, 09.12.2012, Београд, Мадленијанум
- Снежна краљица, 11.12.2012, Београд, Позориште 'Бошко Буха'
- Јадници, 15.03.2014, Београд, Мадленијанум
- Виктор Викторија, 11.06.2014, Београд, Позориште на Теразијама
- Чудо у Шаргану, 20.02.2015, Београд, Народно позориште
- Казанова против Дон Жуана, 26.01.2016, Београд, Мадленијанум
- Сњеет Цхаритy, 29.01.2016, Београд, Позориште на Теразијама
- Звездарски витез, 19.03.2016, Београд, Позориште 'Бошко Буха'
- Петар Пан, 15.12.2016, Београд, Позориште 'Бошко Буха'
- Дама с камелијама, 13.10.2018, Нови Сад, Српско народно позориште
- Тре сореле, 07.02.2020, Београд, Звездара театар
- Берачи снова, 11.03.2021, Београд, Звездара театар